# Evacuarea Crimeei (1920)
Evacuarea Crimeei (13–16 noiembrie 1920) a fost un eveniment din Războiul Civil Rus, în care Guvernul Rusiei de Sud de la Sevastopol a organizat o evacuare pe mare din Peninsula Crimeea, ultimul bastion al Mișcării Albe de pe Frontul de Sud al Războiului Civil Rus, punând capăt luptelor din această zonă.
Diferența fundamentală față de evacuările de la Odesa din 1919 și 1920, precum și față de evacuarea din Novorossiisk a fost că în partea europeană a Rusiei Mișcarea Albă nu mai deținea controlul unui teritoriu, iar evacuarea s-a efectuat către o țară străină. În istoriografia sovietică, acțiunea a fost adesea prezentată ca sfârșitul războiului civil (uneori cu specificația „în partea europeană a Rusiei”).

## Evacuările din 1919
În timpul ocupării Crimeei de către Armata Sovietică a Crimeei aflată sub comanda lui Pavel Dîbenko în aprilie 1919, trupele Antantei (franceze și elene) au fost evacuate din Sevastopol, împreună cu numeroși refugiați, printre care unii dintre liderii celui de-al doilea guvern regional al Crimeei. Unitățile Armatei Albe s-au retras în Peninsula Kerci, apărând-o. Inițial, Republica Sovietică Socialistă Crimeea și liderul său Dmitri Ulianov (fratele mai tânăr al lui Vladimir Lenin) au urmat o politică relativ blândă în comparație cu atrocitățile din iarna 1917–1918 și au reușit să evite teroarea în masă.

## Pregătiri pentru evacuarea din 1920
Spre deosebire de 1919, în 1920 Mișcarea Albă nu mai controla zone de pe teritoriul Rusiei europene, iar forțele Armatei Roșii au fost întărite de mai multe ori. Până la sfârșitul lui octombrie 1920, Armata Albă fusese alungată din sudul Rusiei și din Ucraina, menținându-se doar în Peninsula Crimeea, apărată de îngustul istm Perekop. Când această ultimă linie defensivă a fost depășită de Armata Roșie ca urmare a „Asediului Perekop” (Operațiunea Perekop-Chongar), comandantul Armatei Albe, Piotr Vranghel, a decis evacuarea Crimeei. 
Pe 11 noiembrie, comandantul Armatei Roșii de pe Frontul de Sud, Mihail Frunze, încercând să evite alte vărsări de sânge, i-a transmis lui Vranghel prin radiotelegraf o propunere de încetare a rezistenței și o promisiune de amnistie pentru cei care depun armele. Vladimir Lenin a reacționat aproape imediat la acest pas neautorizat, telegrafiind că este „extrem de surprins de respectarea exorbitantă a condițiilor. Dacă inamicul le acceptă, atunci trebuie să ne asigurăm cu adevărat că flota este capturată și nici măcar o navă nu scapă, iar dacă inamicul nu acceptă aceste condiții, atunci, după părerea mea, acestea nu pot fi repetate și [inamicul] trebuie tratat fără milă”.
Operațiunea de evacuare fusese elaborată și planificată în prealabil de către Statul Major al generalului Vranghel, astfel încât implementarea a fost realizată corespunzător.
Mulți dintre cei care au rămas în Crimeea, inclusiv cei care nu au servit în armata lui Vranghel, au devenit mai târziu victime ale Terorii Roșii din Crimeea.

## Operațiunea de evacuare
În timpul evacuării din porturile peninsulei Crimeea (Sevastopol, Eupatoria, Kerci, Feodosia, Ialta) un total de 145.693 de soldați și civili, fără a lua în calcul echipajele, au fost îmbarcați pe 126 de nave, bărci și remorchere. Alte cifre sunt menționate în literatura istorică: 65.000 de oameni au fost evacuați din Sevastopol cu peste 80 de nave, din Ialta aproape 13.000 pe 12 nave, din Feodosia aproape 30.000 pe 7 nave, din Kerci peste 32.000 de oameni pe 29 de nave.
Această flotă, cunoscută sub numele de „flota lui Vranghel” și compusă din nave ale flotei Albilor de la Marea Neagră, nave străine și nave mobilizate temporar ale Flotei Voluntare, a navigat mai întâi către portul Constantinopol ocupat de forțele Antantei. În timpul deplasării, la 15 noiembrie 1920, în timpul unei furtuni în Marea Neagră, un singur distrugător, Jivoi, s-a scufundat cu 250 de oameni la bord.
La Constantinopole, un număr semnificativ de pasageri au debarcat, completând rândurile emigranților ruși albi. Refugiații civili au fost găzduiți în mai multe tabere din jurul orașului și se aflau sub protecție franceză. Realocarea lor în țări europene din Imperiul Otoman a fost finalizată abia în 1923. Armata a fost dezarmată, apoi împărțită în trei corpuri și transferată în Peninsula Gallipoli, în insula Lemnos și în Çatalca.
Între 8 decembrie 1920 și februarie 1921, flotila redusă și-a continuat drumul, navigând către portul tunisian Bizerte. Pe navele „flotilei ruse”, pe lângă marinari și ofițeri de marină, se aflau aproximativ 5.400 de refugiați, inclusiv cazaci, korniloviți și trupe tehnice.

## Urmări

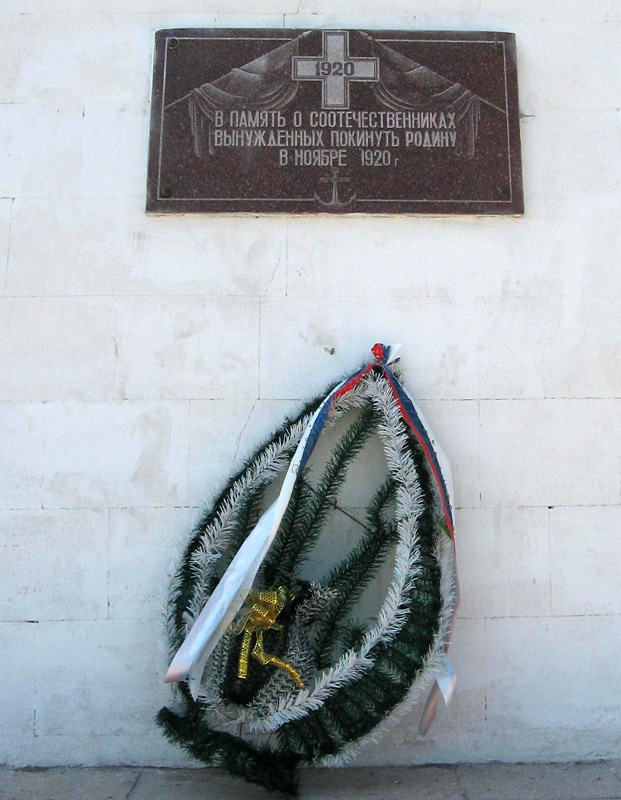
Placa memorială de pe debarcaderul Grafskaia din Sevastopol

Soldații și civilii care au rămas în Crimeea au suferit rigorile Terorii Roșii instaurate de Béla Kun și Rosalia Zemliacica, sub conducerea reprezentantului guvernului sovietic rus, Iuri Piatacov, acțiunea fiind autorizată de Vladimir Lenin. Numărul estimat de execuții variază de la 12.000-50.000 până la 120.000, deși soldaților Armatei Albe li se promisese amnistia dacă se predau.
Primele descrieri autobiografice și artistice ale evacuării Crimeei au apărut în rândul emigrației ruse din primul val. Multe dintre acestea au fost publicate în URSS în perioada 1920-1930.
Au fost păstrate mai multe fotografii rare ale momentului evacuării din Sevastopol și Ialta. Evacuarea Crimeei este prezentată și în lungmetrajele sovietice „Doi tovarăși slujeau” (în rusă Служили два товарища, transliterat: Slujili dva tovarișcea, 1968) și „Fuga” (în rusă Бег, transliterat: Beg, 1970), precum și în filmul din 2014 „Insolație" (în rusă Солнечный удар, transliterat: Solnecinîi udar.
În noiembrie 1995, pe debarcaderul Grafskaia din Sevastopol a fost instalată o placă comemorativă cu inscripția „În memoria compatrioților forțați să-și părăsească patria în noiembrie 1920”.
Probabil ultimul participant în viață la evacuarea Crimeei a fost Tamara Vladimirovna Krutikova. Aceasta s-a stins din viață pe 6 iulie 2022 în Belgrad, Serbia, la vârsta de 110 ani și 101 zile.

## Galerie foto

Evacuarea trupelor rusești din Crimeea
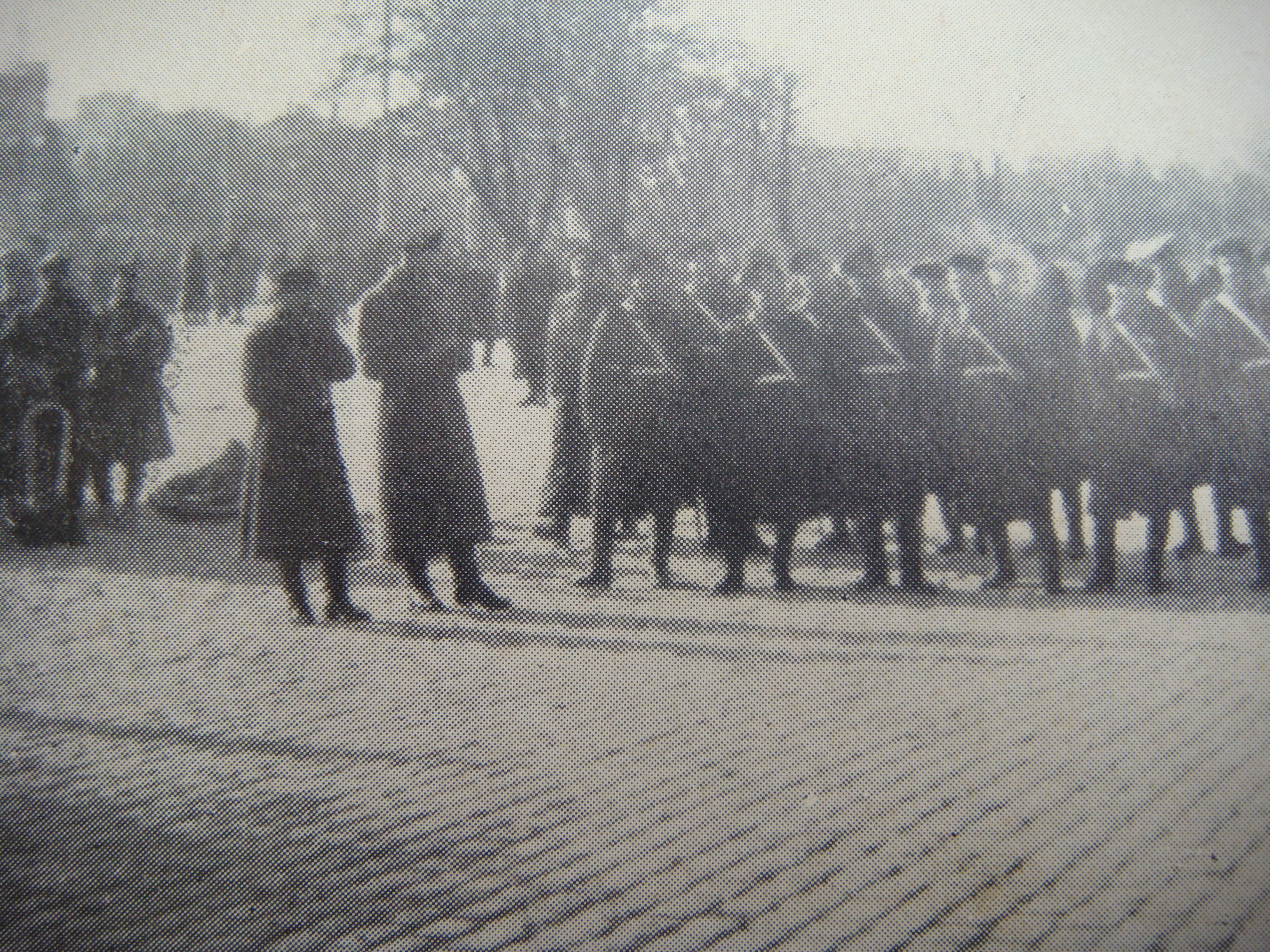
Plecarea trupelor rusești
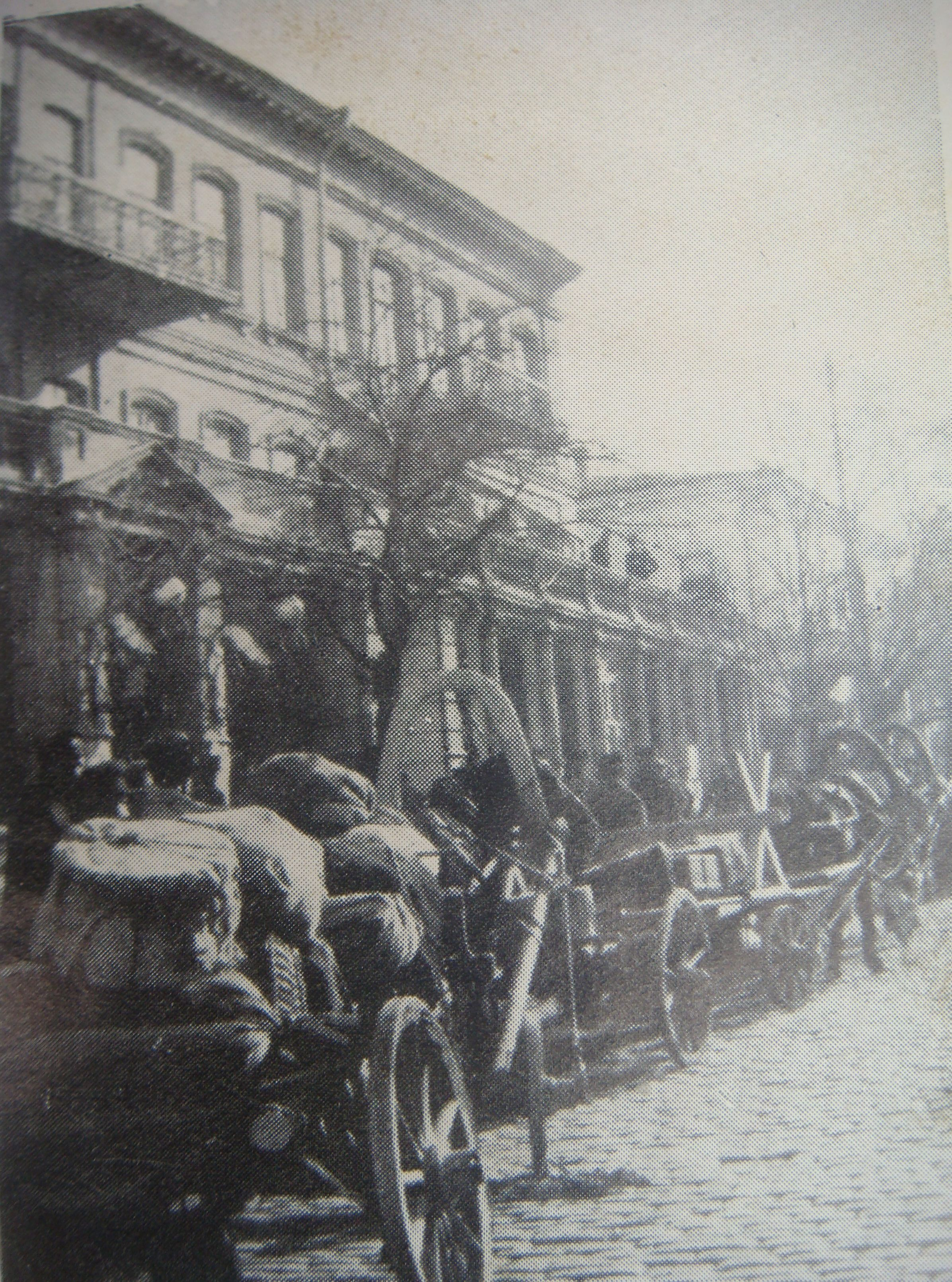
Linie de evacuare a civililor din Crimeea
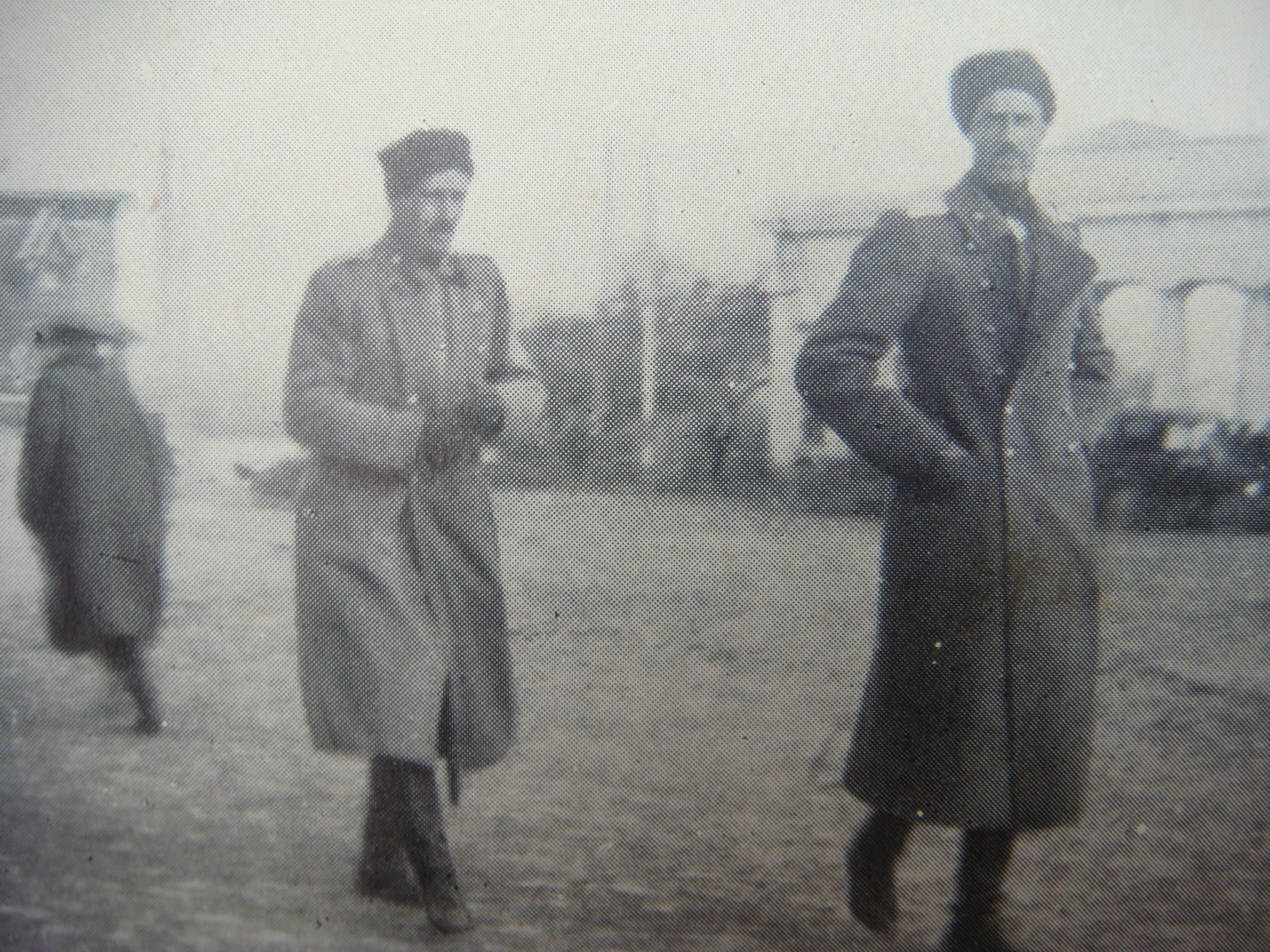
Evacuarea lui Piotr Vranghel din Sevastopol
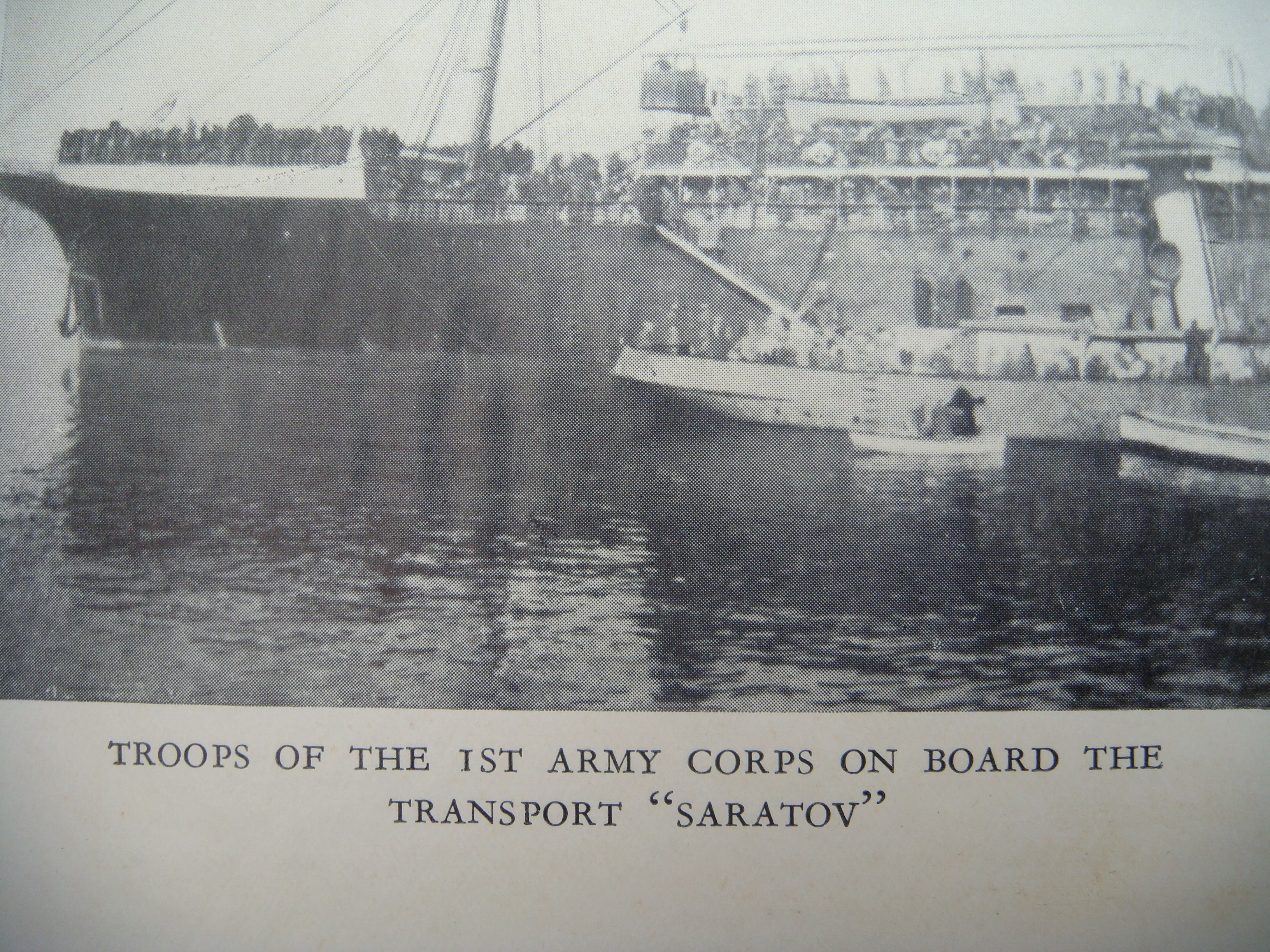
Trupe ale Corpului de Armată 1 la bordul navei comerciale Saratov
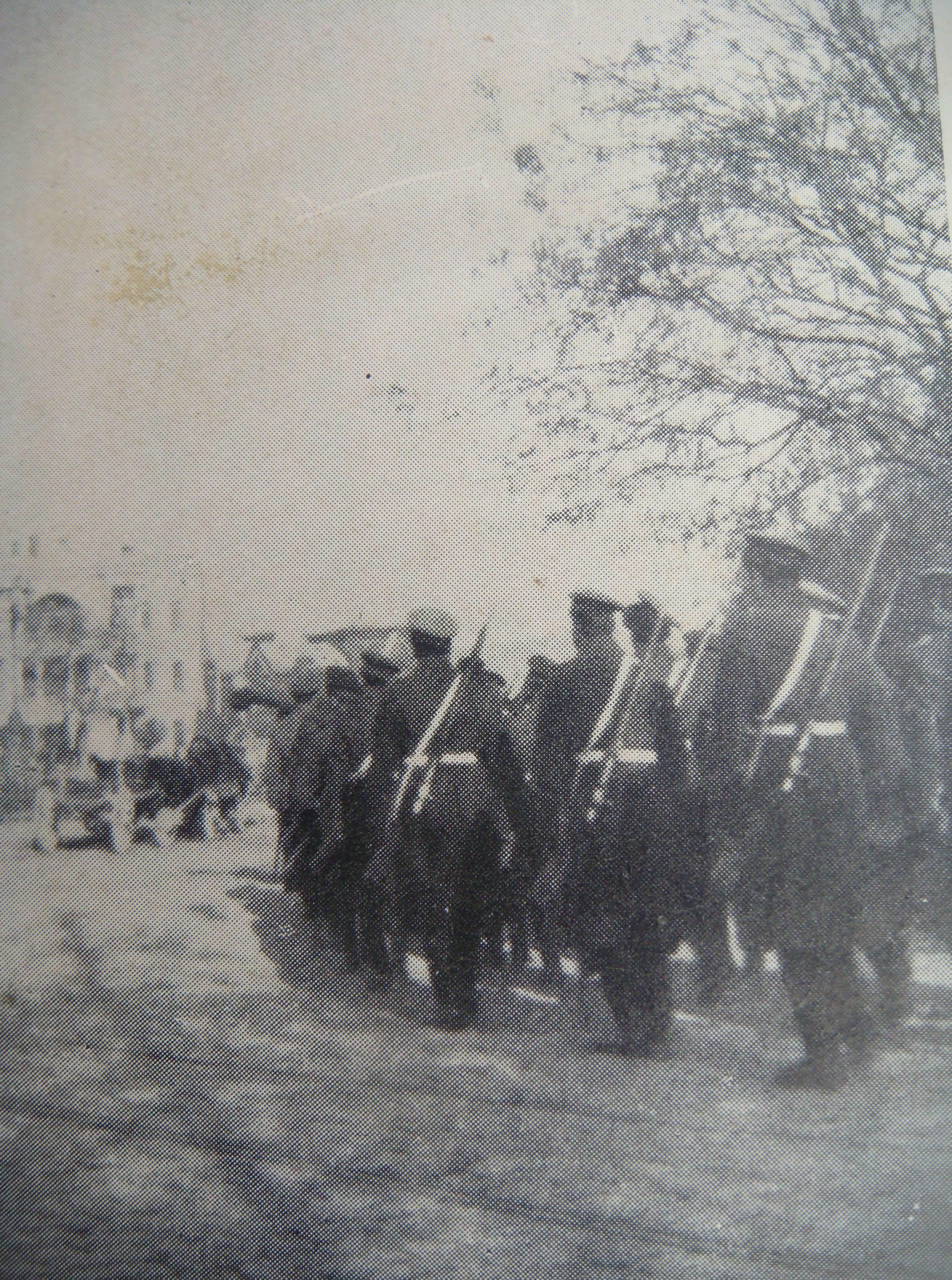
Ultima patrulare a Crimeei de către trupele armatei ruse
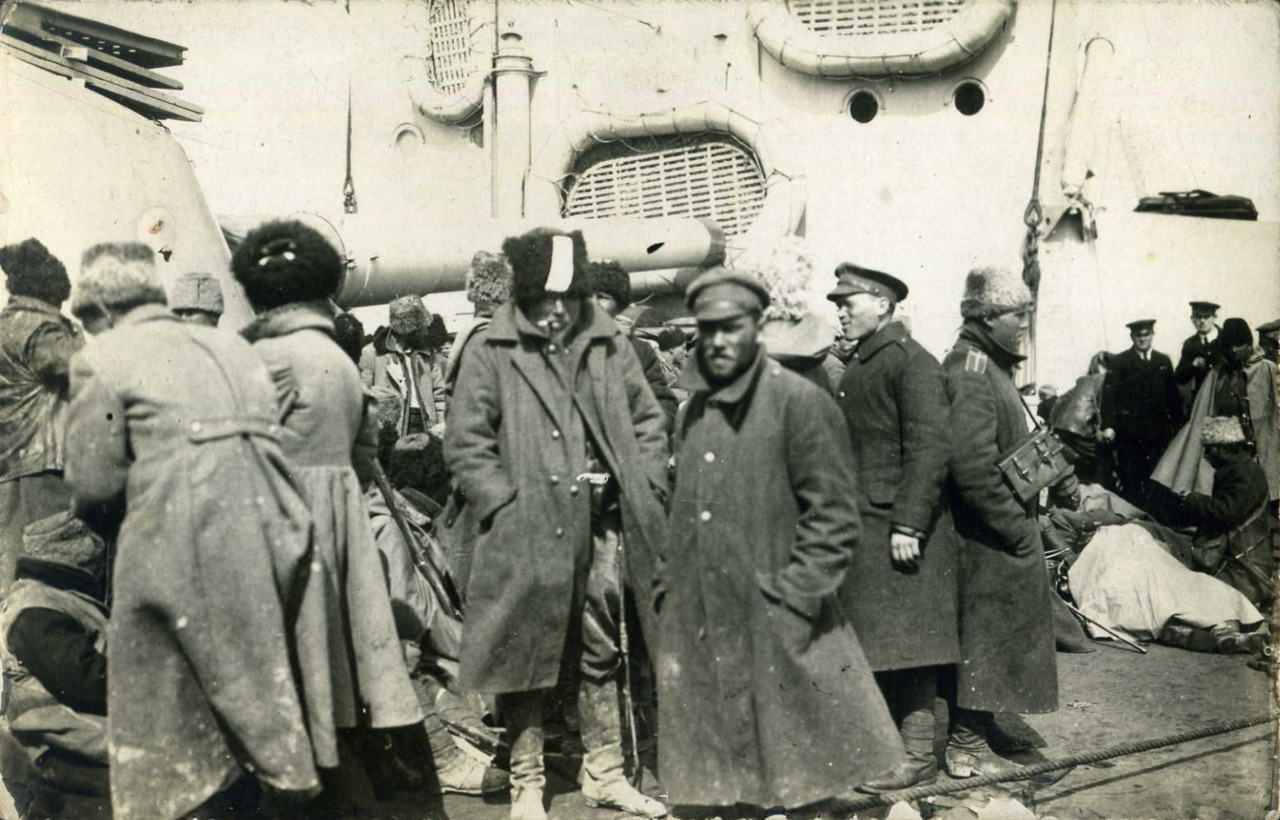
Evacuarea Armatei Albe a lui Vranghel din Crimeea în noiembrie 1920

Flota Vranghel în drum spre Constantinopol
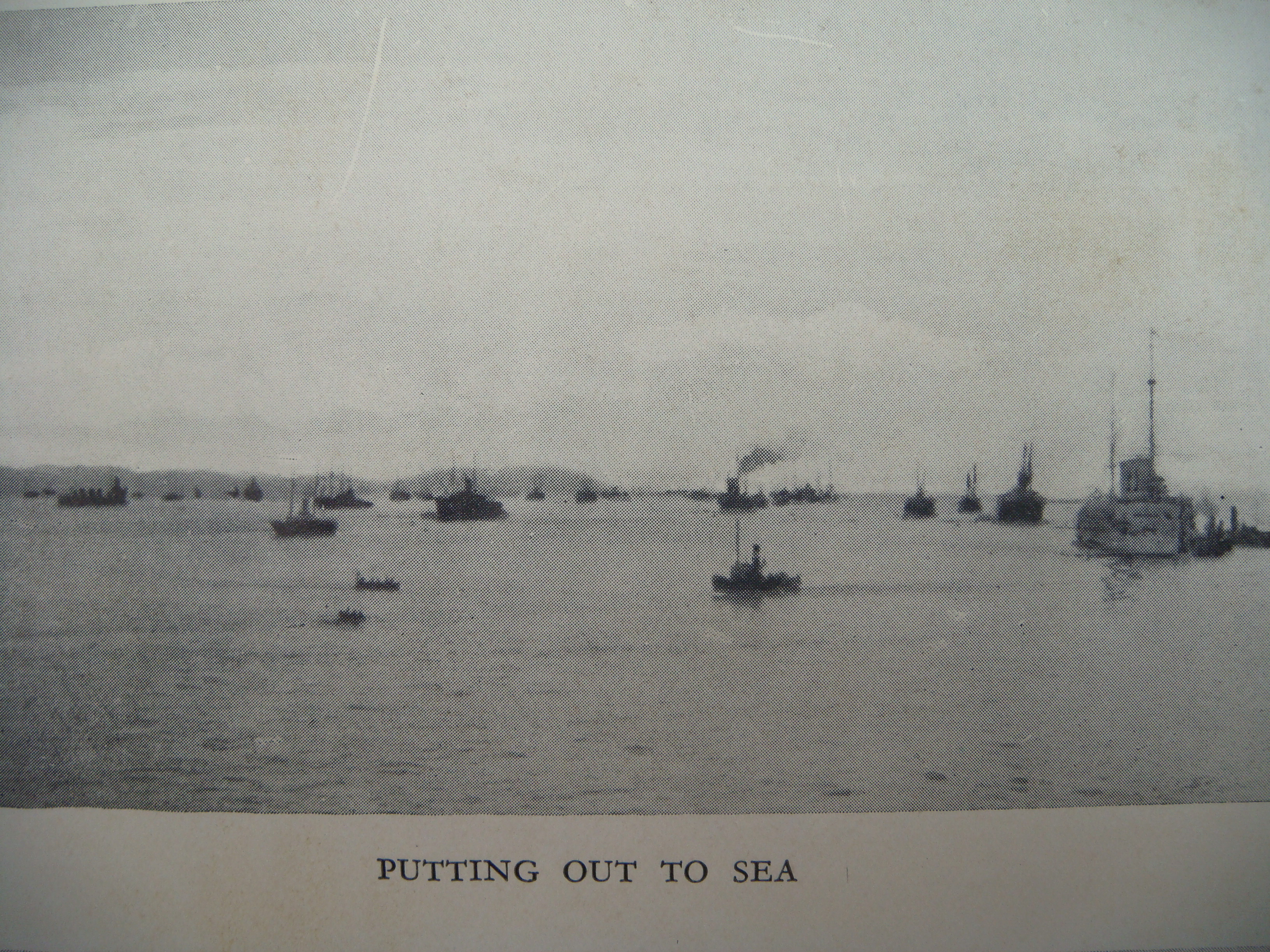
Flota rusă se îndreaptă spre larg
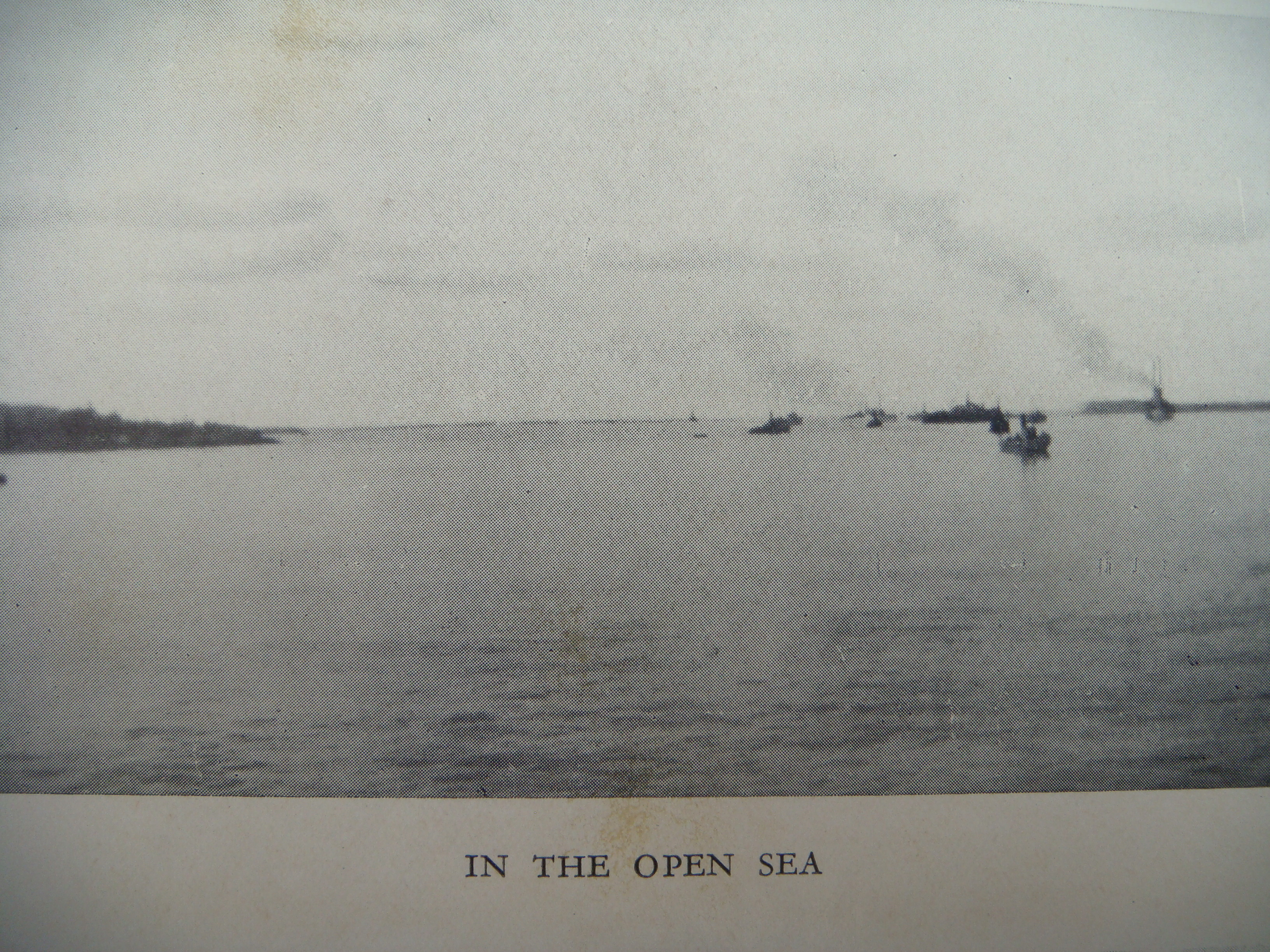
Flota rusă în larg
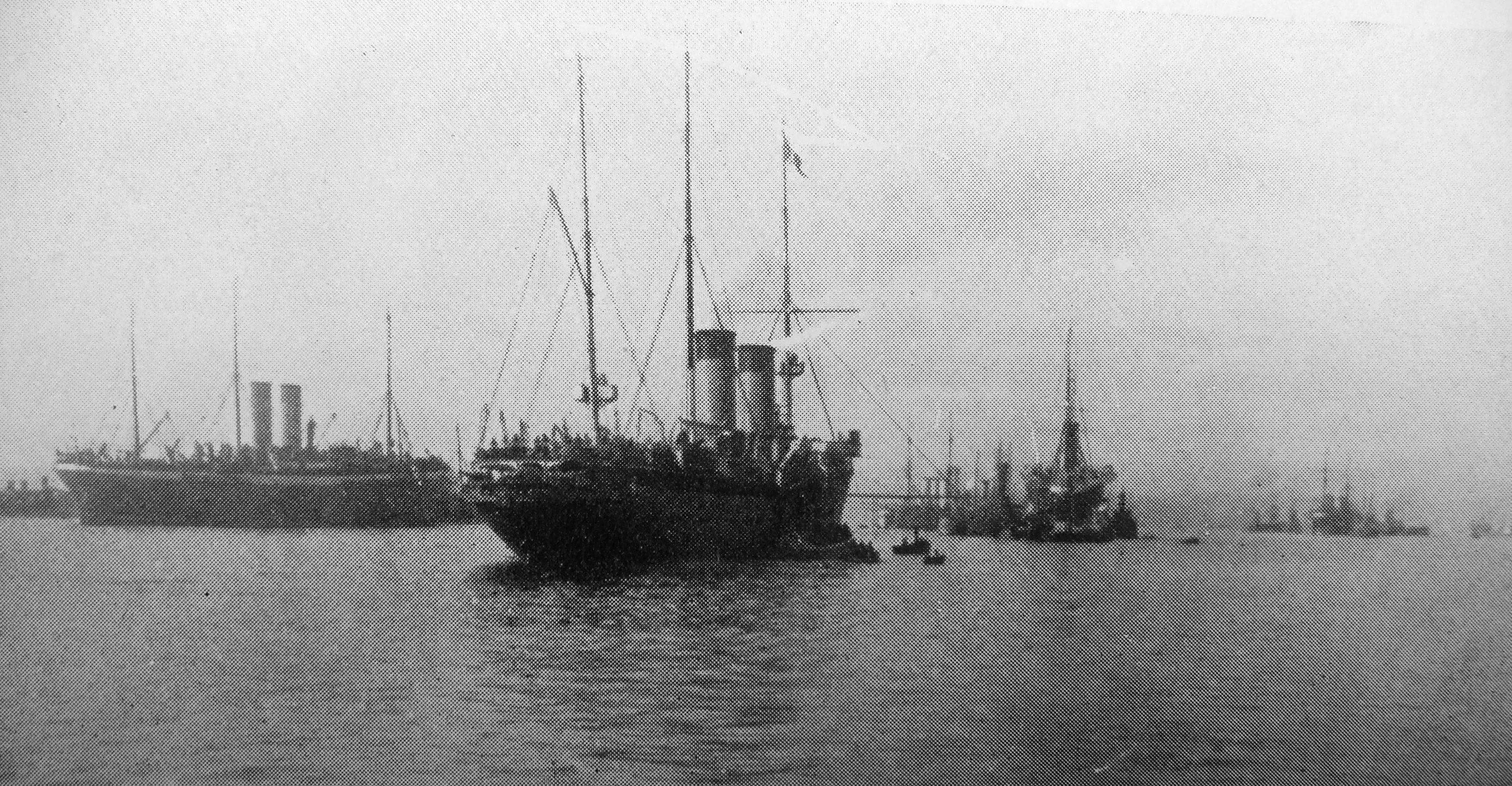
Flota rusă în Bosfor